# Liparochrus ingens
Liparochrus ingens är en skalbaggsart som beskrevs av Felsche 1909. Liparochrus ingens ingår i släktet Liparochrus och familjen Hybosoridae. Inga underarter finns listade i Catalogue of Life.